# Kafula Ngoie
Kafula Ngoie (ur. 11 listopada 1945) – kongijski piłkarz występujący na pozycji pomocnika. Uczestnik Mistrzostw Świata 1974.

## Kariera klubowa
Podczas MŚ 1974 reprezentował barwy klubu TP Mazembe Lubumbashi.

## Kariera reprezentacyjna
Razem z reprezentacją Zairu uczestniczył w Mistrzostwach Świata 1974. Na Mundialu był rezerwowym i nie wystąpił w żadnym meczu.